# ISO 3166-2:BH
ISO 3166-2:BH é o subconjunto de códigos definidos em ISO 3166-2, parte do padrão ISO 3166 publicado pela Organização Internacional para Padronização (ISO), para os nomes das principais subdivisões do Barém.
Os códigos cobrem 5 províncias. Cada código é composto de duas partes, separadas por um hífen. A primeira parte é BH, o código ISO 3166-1 alfa-2 de Barém, A segunda parte é de dois dígitos (13-17).

## Códigos atuais
Códigos ISO 3166 e nomes das subdivisões estão listadas como é o padrão oficial publicada pela Agência de Manutenção (ISO 3166/MA).
As colunas podem ser classificadas clicando nos respectivos botões.
| Código | Província |
| ------ | --------- |
| BH-13  | Capital   |
| BH-14  | Sul       |
| BH-15  | Muarraque |
| BH-16  | Central   |
| BH-17  | Norte     |

## Mudanças
As seguintes alterações para a entrada foram anunciadas em boletins pela ISO 3166/MA desde a primeira publicação da ISO 3166-2, em 1998:
| Boletim | Data da publicação  | Descrição da alteração no boletim        |
| ------- | ------------------- | ---------------------------------------- |
| I-8     | 17 de abril de 2007 | Modificação da estrutura administrativa. |

### Códigos antes do Boletim I-8
| Código | Província                           |
| ------ | ----------------------------------- |
| BH-01  | Al Hadad                            |
| BH-03  | Manama                              |
| BH-10  | Al Mintaqah al Gharbiyah            |
| BH-07  | Al Mintaqah al Wusta                |
| BH-05  | Al Mintaqah al Shamaliyah           |
| BH-02  | Al Muharraq                         |
| BH-09  | Ar Rifa'wa al Mintaqah al Janubiyah |
| BH-04  | Jidd Hafs                           |
| BH-12  | Madinat Hamad                       |
| BH-08  | Madinat 'Isa                        |
| BH-11  | Juzur Hawar                         |
| BH-06  | Sitrah                              |